# 圣于尔法斯
圣于尔法斯（法語：Saint-Ulphace，法語發音：[sɛ̃.t‿ylfas]）是法国萨尔特省的一个市镇，属于马梅尔斯区。

## 地理
圣于尔法斯（48°9'30"N, 0°48'59"E）面积15.98 平方千米，位于法国卢瓦尔河地区大区萨尔特省，该省份为法国西北部内陆省份，北起顺时针与奥恩省、厄尔-卢瓦省、卢瓦-谢尔省、安德尔-卢瓦尔省、曼恩-卢瓦尔省和马耶讷省接壤，是法国大西部的入口，连接卢瓦尔河谷、布列塔尼和巴黎盆地。
与圣于尔法斯接壤的市镇（或旧市镇、城区）包括：泰利尼、圣博梅、拉巴佐什古埃、欧通迪佩尔什。

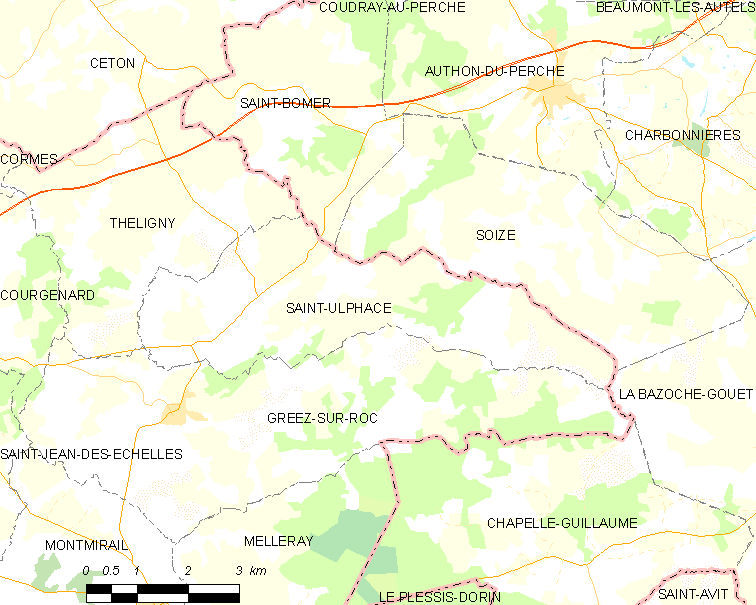
圣于尔法斯的OSM定位图

圣于尔法斯的时区为UTC+01:00、UTC+02:00（夏令时）。

## 行政
圣于尔法斯的邮政编码为72320，INSEE市镇编码为72322。

## 政治
圣于尔法斯所属的省级选区为圣卡莱县。

## 人口

1962-2008年间圣于尔法斯人口变化图示

圣于尔法斯于2022年1月1日时的人口数量为223人。